# Курганка (Омская область)
Курга́нка — село в Муромцевском районе Омской области России. Административный центр Курганского сельского поселения.

## История
Основана в 1806 году. В 1928 году состояло из 140 хозяйств, основное население — русские. Центр Курганского сельсовета Мало-Красноярского района Барабинского округа Сибирского края.

## Население
| 1926 | 2010 |
| ---- | ---- |
| 687  | ↘264 |